# Liste der Bürgermeister von Hörgertshausen
Liste der Gemeindevorsteher und Bürgermeister der Gemeinde Hörgertshausen ab 1799.

## Gemeindevorsteher von 1799 bis 1874
| Name                              | von  | bis  |
| --------------------------------- | ---- | ---- |
| Martin Hofer                      | 1799 | 1799 |
| Franz Huber                       | 1800 | 1800 |
| fehlende Unterlagen 1801 bis 1844 |      |      |
| Neumeyer                          | 1844 | 1848 |
| Wirschhauser                      | 1849 | 1851 |
| Freiberger                        | 1852 | 1857 |
| Scharf                            | 1857 | 1860 |
| Zäch                              | 1860 | 1865 |
| Langwieser                        | 1865 | 1871 |
| fehlende Unterlagen 1871 bis 1874 |      |      |

## Erste Bürgermeister seit 1874
| Name               | von  | bis  | Partei | Besonderheiten                                                |
| ------------------ | ---- | ---- | ------ | ------------------------------------------------------------- |
| Kollmeder          | 1874 | 1875 |        |                                                               |
| Josef Freiberger   | 1876 | 1885 |        |                                                               |
| Hofner             | 1886 | 1887 |        |                                                               |
| Korbinian Rieger   | 1888 | 1899 |        |                                                               |
| Josef Lackermayr   | 1900 | 1911 |        |                                                               |
| Lorenz Fischer     | 1912 | 1937 |        | zum 25-jährigen Dienstjubiläum zum Ehrenbürgermeister ernannt |
| Peter Kronthaler   | 1937 | 1942 |        |                                                               |
| Xaver Rieger       | 1942 | 1944 |        |                                                               |
| Wolfgang Fuchs     | 1945 | 1948 |        |                                                               |
| Kaspar Heimbrand   | 1948 | 1970 | SPD    |                                                               |
| Johann Biber       | 1970 | 1972 |        |                                                               |
| Josef Wild         | 1972 | 2002 | CSU    |                                                               |
| Heinrich Kiermeier | 2002 | 2014 |        | 2015 zum Altbürgermeister ernannt                             |
| Michael Hobmaier   | 2014 |      |        |                                                               |